# Шар (Крез)
Шар (фр. Chard) насеље је и општина у централној Француској у региону Лимузен, у департману Крез која припада префектури Обисон.
По подацима из 2011. године у општини је живело 205 становника, а густина насељености је износила 14,52 становника/km². Општина се простире на површини од 14,12 km². Налази се на средњој надморској висини од 650 метара (максималној 776 m, а минималној 577 m).

## Демографија
| 1962. | 1968. | 1975. | 1982. | 1990. | 1999. | 2011. |
| ----- | ----- | ----- | ----- | ----- | ----- | ----- |
| 257   | 282   | 261   | 215   | 204   | 173   | 205   |

График промене броја становника у току последњих година